# Ai confini dell'aldilà
Ai confini dell'aldilà (Shades of L.A.) è una serie televisiva statunitense in 20 episodi trasmessi per la prima volta nel corso di una sola stagione dal 10 ottobre 1990 al 6 aprile 1991. È una serie poliziesca a sfondo fantastico incentrata sulle vicende di un detective che si trova a dover aiutare le anime di persone morte.

## Trama
Michael Burton è un detective che lavora per il dipartimento di polizia di Los Angeles. Dopo che gli hanno sparato in testa si ritrova tra la vita e la morte in una sorta di "limbo" ai confini dell'aldilà popolato da anime in attesa di conoscere la loro destinazione ultima. Dopo essersi miracolosamente risvegliato in ospedale, si accorge che riesce ancora a vedere le anime di coloro che si trovavano nel limbo e che sono costretti a compiere determinate azioni sulla Terra prima di poter passare in Paradiso o all'Inferno). Burton si vede quindi costretto a dover aiutare questi spiriti a compiere il loro destino.

## Episodi
| Stagione       | Episodi | Prima TV USA | Prima TV Italia |
| -------------- | ------- | ------------ | --------------- |
| Prima stagione | 20      | 1990-1991    | 1991            |

## Personaggi e interpreti
- Detective Michael Burton (20 episodi, 1990-1991), interpretato da John D'Aquino
- tenente James Wesley (5 episodi, 1990-1991), interpretato da Warren Berlinger
- Andy Makowski (2 episodi, 1991), interpretato da Brian Bonsall.
- BJ Makowski (2 episodi, 1991), interpretato da Sam J. Jones.
- Linda Makowski (2 episodi, 1991), interpretato da Tawny Kitaen.
- Earl Tucker (2 episodi, 1991), interpretato da James Nixon.
- Rev. James Scarborough (2 episodi, 1991), interpretato da Michael Parks.
- Jack Monaghan, interpretato da David L. Crowley.
- Nick Santini, interpretato da Brian Libby.
- Zio Louie, interpretato da Kenneth Mars.

## Produzione
La serie, ideata da William Bleich, è stata prodotta da Dick O'Connor. Le musiche sono state composte da Dana Kaproff.
Tra i registi sono accreditati: Dennis Donnelly (un episodio, 1991), Steve Beers, Chuck Bowman, Kevin G. Cremin, David Jackson, Jerry Jameson, Jim Johnston, Nancy Malone, Richard L. O'Connor, Chris Pechin, Sutton Roley, Jack Shea, Bob Sweeney, Judith Vogelsang.
Tra gli sceneggiatori sono accreditati: Chris Bunch (un episodio, 1990), Allan Cole (un episodiom, 1990), John Lansing (un episodio, 1991), William Bleich, Tom Blomquist, Bruce Cervi, Babs Greyhosky, Randy Holland, Brenda Lilly, Renee Palyo.

## Distribuzione
La serie fu trasmessa negli Stati Uniti dal 13 ottobre 1990 al 6 aprile 1991 in syndication.In Italia è stata trasmessa con il titolo Ai confini dell'aldilà. È stata distribuita anche in Germania Ovest con il titolo Grüße aus dem Jenseits e in Finlandia con il titolo Paluu varjoista.